# Alexis Gex-Fabry
Alexis Gex-Fabry (né le 14 février 1973) à Monthey est un athlète suisse spécialisé en course en montagne. Il a remporté les titres de champion d'Europe et de champion suisse de course en montagne en 2002.

## Biographie

### Course de montagne
Alexis débute l'athlétisme en stade et se spécialise dans les courses de fond et demi-fond.
En tant qu'agriculteur, il possède un alpage au fond du Val d'Illiez, qui lui offre un terrain de jeu naturel pour ses entraînements. Cela l'incite à s'engager dans des courses en montagne.
Il se fait remarquer en arborant un capet d'armailli mais également par ses performances. Il remporte de nombreuses victoires dans des courses régionales en Suisse et en Haute-Savoie et signe des records dont certains tiennent encore : Plans-sur-Bex - Cabane Plan Névé (46 min 37 s en 2000), Fully-Sorniot (58 min 44 s en 2000), course de la Dent d'Oche (48 min 46 s en 2004) ou encore la Crève-Cœur à Morzine (50 min 33 s en 2007).
En 2000, il remporte la victoire à Neirivue-Moléson, établissant un nouveau record du parcours en 1 h 0 min 28 s qu'il battra deux ans après lors des championnats suisses et qui sera ensuite battu par le sextuple champion du monde Jonathan Wyatt.
Le 10 septembre 2000, il prend part au Trophée mondial de course en montagne à Bergen. Tandis que Jonathan Wyatt s'envole littéralement vers la victoire, Alexis effectue une solide course dans le groupe de poursuivants. Au coude-à-coude avec l'Autrichien Hans Kogler pour la médaille d'argent, il finit par céder et termine sur la troisième marche du podium.
Le 23 juin, il s'élance en tant que favori à la course Neirivue-Moléson. Il mène la course sur un rythme soutenu et n'est suivi que par Karl Jöhl qui finit par le lâcher. Alexis s'impose en 1 h 0 min 24 s, battant son propre record du parcours. L'épreuve comptant comme championnats suisses de course en montagne, Alexis remporte le titre après avoir terminé quatre fois troisième. Avec son titre national en poche, il se présente confiant au départ des championnats d'Europe de course en montagne à Câmara de Lobos. Il voit cependant le Turc Abdülkadir Türk prendre le premier les commandes sur un rythme soutenu. Alexis s'accroche et parvient à le doubler. Il est ensuite victime de crampes mais ne lâche rien et parvient à franchir la ligne d'arrivée en tête pour remporter le titre.
Il remporte la médaille de bronze au classement par équipe des championnats d'Europe de course en montagne 2004 avec Sébastien Epiney et Tarcis Ançay et décroche encore trois autres médailles au classement par équipe des championnats du monde : bronze en 2004 avec Sébastien Epiney, Toni Jöhl et Tarcis Ançay, puis à nouveau bronze en 2007 avec Sébastien Epiney, David Schneider et Andy Sutz et argent l'année suivante avec David Schneider, Sébastien Epiney et Tarcis Ançay.

### Politique
Alexis s'investit également en politique, dans le parti de l'UDC. Il siège au conseil général de la commune de Collombey-Muraz à sa constitution en 2013.

### Fromager
En 2020, Alexis Gex-Fabry transforme son chalet familial situé à Champéry en fromagerie. Il produit alors 4 500 meules de raclette par an. En 2023, son fromage AOP remporte la première place du mondial de la raclette à Morgins.

## Palmarès

### Course en montagne
| no  | masculin           | Course                                      | Longueur | Départ            | Temps           |
| --- | ------------------ | ------------------------------------------- | -------- | ----------------- | --------------- |
| 3e  | Médaille de bronze | Championnats suisses de course en montagne  | 8,8 km   | 24 mai 1998       | 45 min 19 s     |
| 3e  | Médaille de bronze | Challenge Stellina                          | 14,4 km  | 23 août 1998      | 1 h 21 min 59 s |
| 3e  | Médaille de bronze | Championnats suisses de course en montagne  | 12,3 km  | 19 juin 1999      | 55 min 53 s     |
| 3e  | Médaille de bronze | Championnats suisses de course en montagne  | 12,2 km  | 21 mai 2000       | 51 min 32 s     |
| 1re | Médaille d'or      | Neirivue-Moléson                            | 10,6 km  | 2 juillet 2000    | 1 h 0 min 28 s  |
| 2e  | Médaille d'argent  | Thyon-Dixence                               | 16,3 km  | 6 août 2000       | 1 h 13 min 6 s  |
| 3e  | Médaille de bronze | Trophée mondial de course en montagne       | 11,6 km  | 10 septembre 2000 | 50 min 16 s     |
| 10e | 10e                | Trophée européen de course en montagne      | 9 km     | 1er juillet 2001  | 51 min 40 s     |
| 5e  | Médaille de bronze | Championnats suisses de course en montagne  | 14,1 km  | 26 août 2001      | 1 h 2 min 53 s  |
| 4e  | 4e                 | Trophée mondial de course en montagne       | 12,9 km  | 16 septembre 2001 | 1 h 4 min 54 s  |
| 1re | Médaille d'or      | Championnats suisses de course en montagne  | 10,6 km  | 22 juin 2002      | 1 h 0 min 24 s  |
| 1re | Médaille d'or      | Championnats d'Europe de course en montagne | 13,2 km  | 7 juillet 2002    | 56 min 37 s     |
| 3e  | Médaille de bronze | Championnats suisses de course en montagne  | 10,9 km  | 22 juin 2003      | 54 min 19 s     |
| 6e  | 6e                 | Championnats d'Europe de course en montagne | 13,5 km  | 6 juillet 2003    | 1 h 8 min 19 s  |
| 6e  | 6e                 | Trophée mondial de course en montagne       | 11,5 km  | 21 septembre 2003 | 53 min 3 s      |
| 2e  | Médaille d'argent  | Kilomètre vertical de Fully                 | 1,9 km   | 30 octobre 2004   | 35 min 20 s     |
| 1re | Médaille d'or      | Neirivue-Moléson                            | 10,6 km  | 3 juillet 2005    | 1 h 0 min 42 s  |
| 5e  | Médaille de bronze | Championnats suisses de course en montagne  | 13 km    | 10 juin 2007      | 1 h 4 min 39 s  |
| 1re | Médaille d'or      | Course Montreux-Les-Rochers-de-Naye         | 18,8 km  | 24 juin 2007      | 1 h 29 min 50 s |
| 2e  | Médaille d'argent  | Thyon-Dixence                               | 16,35 km | 5 août 2007       | 1 h 12 min 16 s |
| 7e  | 7e                 | Trophée mondial de course en montagne       | 12,3 km  | 15 septembre 2007 | 53 min 38 s     |

## Route
| Année | Compétition               | Lieu     | Place | Épreuve       | Performance     |
| ----- | ------------------------- | -------- | ----- | ------------- | --------------- |
| 2006  | Semi-marathon de Lausanne | Lausanne | 1er   | Semi-marathon | 1 h 11 min 26 s |

## Records
| Épreuve         | Performance     | Date              | Lieu     |
| --------------- | --------------- | ----------------- | -------- |
| 1 500 mètres    | 4 min 6 s 93    | 13 juin 1993      | Sion     |
| 3 000 mètres    | 8 min 59 s 08   | 17 septembre 2008 | Martigny |
| 5 000 mètres    | 14 min 49 s 57  | 9 juin 2001       | Martigny |
| 3 000 m steeple | 9 min 45 s 16   | 8 juin 2003       | Martigny |
| 10 kilomètres   | 30 min 52 s     | 25 septembre 2004 | Saxon    |
| Semi-marathon   | 1 h 7 min 6 s 9 | 30 mars 2002      | Brittnau |